# Unité urbaine de Castelnau-d'Estrétefonds
L'unité urbaine de Castelnau-d'Estrétefonds est une ancienne unité urbaine française centrée sur la ville de Castelnau-d'Estrétefonds, département de la Haute-Garonne et de Grisolles, département de Tarn-et-Garonne. En 2020 elle intègre l'unité urbaine de Toulouse.
En 2020, l'Insee définit un nouveau zonage des unités urbaines. La nouvelle unité urbaine de Toulouse a englobé les unités urbaines de Bouloc de Fonsorbes et l'unité urbaine de Castelnau-d'Estrétefonds, ainsi que les communes de Saubens de Vacquiers et de Mondouzil.

## Données globales
En 2010, selon l'Insee, l'unité urbaine de Castelnau-d'Estrétefonds est composée de quatre communes, situées dans l'arrondissement de Toulouse, subdivision administrative du département de la Haute-Garonne et de l'arrondissement de Montauban du département de Tarn-et-Garonne.
L'unité urbaine de Castelnau-d'Estrétefonds appartient à l'aire urbaine de Toulouse.

## Délimitation de l'unité urbaine de 2010
En 2010, l'Insee a procédé à une révision des délimitations des unités urbaines  de la France; celle de Castelnau-d'Estrétefonds est composée de quatre communes.

### Communes
Liste des communes appartenant à l'unité urbaine de Castelnau-d'Estrétefonds selon la nouvelle délimitation de 2010 et sa population municipale en 2016 (liste établie par ordre alphabétique) :
| Nom                      | Code Insee | Statut | Superficie (km2) | Population (dernière pop. légale) | Densité (hab./km2) |
| ------------------------ | ---------- | ------ | ---------------- | --------------------------------- | ------------------ |
| Castelnau-d'Estrétefonds | 31118      |        | 28,32            | 6 915 (2022)                      | 244                |
| Grisolles                | 82075      |        | 17,6             | 4 206 (2022)                      | 239                |
| Pompignan                | 82142      |        | 12,17            | 1 810 (2022)                      | 149                |
| Saint-Rustice            | 31515      |        | 2,36             | 429 (2022)                        | 182                |

## Évolution démographique
L'évolution démographique ci-dessous concerne l'unité urbaine selon le périmètre défini en 2010.
| 1968  | 1975  | 1982  | 1990  | 1999  | 2009   | 2011   | 2012   | 2013   |
| ----- | ----- | ----- | ----- | ----- | ------ | ------ | ------ | ------ |
| 4 297 | 4 710 | 5 574 | 6 548 | 7 161 | 10 695 | 11 308 | 11 492 | 11 595 |

| 2014   | 2015   | 2016   | 2017   | - | - | - | - | - |
| ------ | ------ | ------ | ------ | - | - | - | - | - |
| 11 778 | 12 052 | 12 207 | 12 374 | - | - | - | - | - |

## Économie
Pôle économique  multimodal d'Eurocentre...